# Matthias Apiarius
Matías Apiarius, también llamado Matthias Biener (Berching, Alto Palatinado, c. 1495 - Berna, septiembre de 1554) fue un editor e impresor suizo de origen alemán. Introdujo la imprenta en Berna y fue uno de los principales editores de partituras musicales de Suiza.

## Biografía

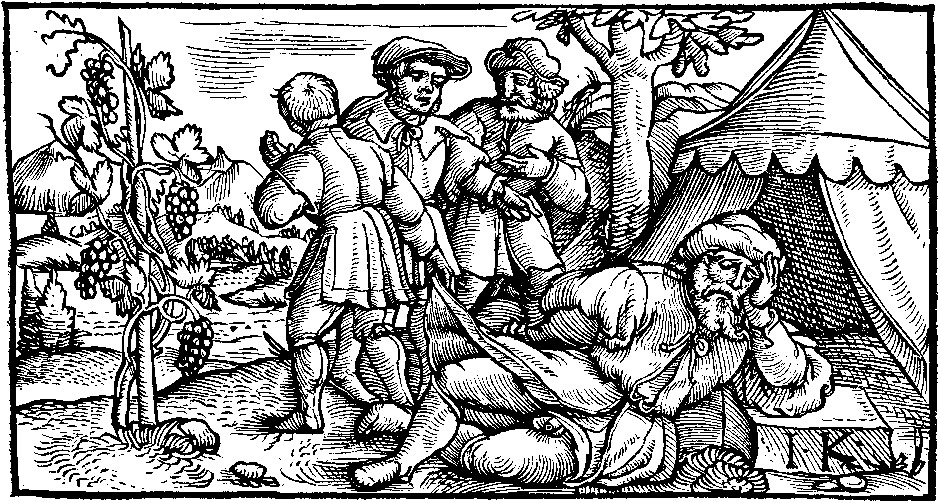
Sebastian Franck: Chronica des gantzen Teutschen lands, aller Teutschen völcker herkommen ..., Berna, Matthias Apiarius, 1. Marzo 1539. También llamado La embriaguez de Noé.

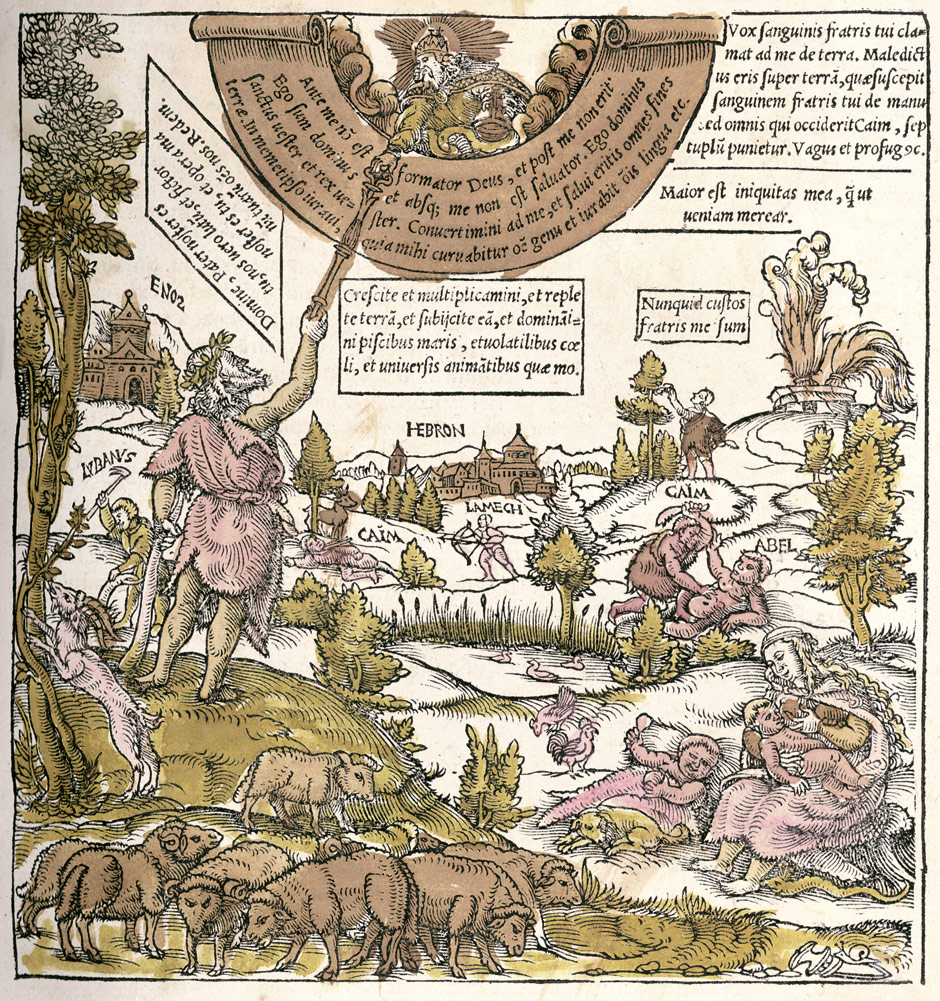
Grabado de Matthias Apiarius (1540) : Catalogus annorum et principum geminus.

Matthias Biener, nacido alrededor de 1495-1500 en Berching, en el Alto Palatinado, llamado más tarde Matthias Apiarius (apiarius significa en latín: colmena), trabajó primero como impresor en la ciudad alemana de Núremberg, y a partir de 1525 en Basilea (Suiza). Se hizo famoso con el libro Danza de la muerte, de Niklaus Manuel (1484-1530), grabado en 1525. Entre 1533 y 1536 trabajó por cuenta propia en Estrasburgo. Un poco más tarde se unió a Peter Schöffer el Joven, con el que publicó un par de libros de música. En 1537, fue invitado por el Consejo de la ciudad de Berna para establecerse en el municipio. Introdujo la imprenta en enero de 1538 y también trabajó allí como encuadernador. Su taller fue conocido como la “Apiarius-Haus“ (Casa de Apiarius), en el número 70 de la calle Brunngasse de Berna, desde donde editó numerosas partituras de música anotadas, las llamadas Volkslieder, así como escritos teológicos de la Reforma protestante. Desde Berna, también difundió una serie de relaciones de medidas. En 1539, Matthias Apiarius recibió la ciudadanía bernesa.
Jacob Kallenberg hizo los grabados en madera para algunos de sus libros. Apiarius también trabajó como topógrafo en la imagen cartográfica de Baviera. Su trabajo fue publicado en 1568. Tras su muerte, su hijo Samuel Apiarius se hizo cargo de la imprenta, en la que había estado trabajando con su padre desde 1547. Su otro hijo, Siegfried Apiarius, también era xilógrafo y encuadernador.
El sello de imprenta de Apiarius era el oso con la colmena: el oso trepa al árbol para buscar la miel en la hendidura, rodeado por cinco abejas en la parte izquierda y otras siete en la derecha. Al pie del árbol, las plantas están creciendo.

## Biblia del oso

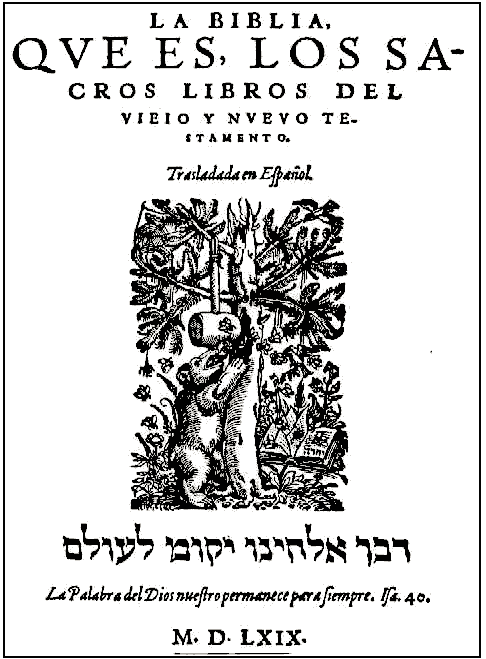
Biblia del oso, Basilea, 1569.

La llamada Biblia del oso fue editada en la Casa Apiarius en Basilea, en 1569. Obra de Casiodoro de Reina, fue respaldada por los líderes cristianos y el Concejo Municipal de la ciudad suiza. Como muestra de gratitud, Casiodoro de Reina dedicó un ejemplar a la Biblioteca de la Universidad de Basilea, que aún se conserva. Se tiraron de esta primera edición 2.600 ejemplares, pero a pesar de los obstáculos que había para su venta, en 1596 ya se había agotado totalmente.